# Marian Wieckowski
Marian Wieckowski (Warschau, 8 september 1933 – 17 juli 2020) was een Pools wielrenner. 
Hij was samen met Andrzej Mierzejewski en Dariusz Baranowski recordhouder van het aantal overwinningen van de Ronde van Polen. Hij behaalde driemaal op rij de eindoverwinning in deze ronde (1954, 1955 en 1956).

## Belangrijkste overwinningen
1953
- 8e etappe Ronde van Polen

1954
- 4e etappe Ronde van Polen
- Eindklassement Ronde van Polen

1955
- Eindklassement Ronde van Polen

1956
- Eindklassement Ronde van Polen